# L3 (kisharckocsi)
Az L3 vagy korábbi nevén Carro Veloce 33, rövidítve C.V.33 (a Carro Veloce magyarul: „gyors jármű”) az Olasz Királyi Hadsereg (Regio Esercito) egy kisharckocsitípusa volt, amelyet a második világháború alatt és az azt megelőző konfliktusokban üzemeltetett. A gyártása 1933-ban kezdődött meg a C.V.33 típussal, amelyet 1935-ben a modernizált C.V.35 követett. Utolsó típusváltozata, a C.V.38, 1938-ban lett kifejlesztve. A típus ebben az évben új típusjelezést kapott: a C.V.33 L3/33, a C.V.35 L3/35, a C.V.38 pedig 1940-től L3/38 jelezésre módosult.
A harckocsit számos konfliktusban alkalmazták. Bevetették Kínában, Spanyolországban, Franciaországban, a Balkánon, Észak-Afrikában, Olasz Kelet-Afrikában, Olaszországban és a Szovjetunióban egyaránt.

## Fejlesztés
A C.V.33 a brit Carden-Loyd kisharckocsi olasz továbbfejlesztése. A Carden-Loyd licencét a Fiat szerezte meg 1929-ben. Az első prototípus még ebben az évben elkészült C.V.29 vagy Carro Veloce modello 1929 típusjelzéssel. A tervezési cél mozgékony, élőerő ellen hatékony és gyalogsági fegyverekkel nem leküzdhető páncélos harcjármű kialakítása volt. A „Carro Veloce”, azaz gyorsharckocsi, az akkori olasz elképzeléseknek teljesen megfelelt, amely gyorsharckocsikból és teherautón szállított gyalogságból álló gépesített hadosztályokat kívánt felállítani. A C.V.29 csak a puskagolyók ellen nyújtott védelmet és összesen 20 tesztmodell készült, amelyeket gyakorlatokon használtak és a fejlettebb C.V.33 alapjául szolgáltak. A tervezést az Ansaldo cég végezte.

## Harctéri alkalmazás
A C.V.33-at 1933-tól kezdve minden olasz harci cselekményben alkalmazták egészen 1945-ig. 1934 decembere és 1935 januárja között a Saar-vidéken állomásozó olasz kontingens használta. Az 1935–36-os abesszíniai háborúban néhány századnyi könnyű harckocsi vett részt. Jelentős harci alkalmazásra először a spanyol polgárháborúban került sor. Tercio közelében látták a Spanyol Idegenlégiót C.V.33-asokal Francisco Franco katonáit segítve. A guadalajarai csatában azonban alulmaradtak a szovjet T–26-osok 37 és 45 mm-es lövegeivel szemben ezért páncéltörő ágyúkat vontattak magukkal. Albánia megszállásakor a 131. Centauro páncéloshadosztály 31. ezrede rendelkezett ezzel a típussal.
A második világháborúban először Aosta térségében vetették be a francia vonalak ellen az 1940-es franciaországi hadjárat idején. Az L3/33-asok és L3/35-ösök azonban gyengén teljesítettek és veszteségeket szenvedtek az ellenséges aknáktól. Az 1940-41-ben zajló albániai harcok során a Vojussa vonalon vett rész a 31. ezred, azonban a harckocsi már túl elavultnak bizonyult a görög páncéltörő fegyverekkel szemben. A jugoszláv fronton 1941-től a 4. Littorio gyalogoshadosztály 33. ezrede és a Centauro 31. ezrede használta a L3/33-as és L3/35-ös típust. A megszállásban és a partizánok elleni harcokban használták. Az 1943-as szeptemberi olasz kiugrást követően a németek kezére kerültek, néhány darabot Tito partizánjai zsákmányoltak. A németek Panzerkampfwagen L3/35 731(i) jelzéssel látták el.
Olasz Kelet-Afrikában 39 jármű állomásozott, azonban alkatrészhiány miatt nem vettek részt a hadműveletekben. Az észak-afrikai hadjárat korai szakaszában az olaszok 318 járművel rendelkeztek az L3 különböző típusaiból. A brit tankok és páncéltörő fegyverek elleni elégtelen hatékonysága miatt az 1940-41 téli Compass hadművelet során számuk gyakorlatilag nullára csökkent. 1941 tavaszán a 132. Ariete páncéloshadosztály 117 L3-ast kapott (ebből 24 lángszóróval felszerelt), amelyek részt vettek a tengelyhatalmak ellentámadásában. 1942 elejére csak néhány, többnyire működésképtelen példány maradt.
A keleti fronton az Olasz Expedíciós Hadtest (Corpo di spedizione italiano in Russia, CSIR) 61 járművel rendelkezett a „San Giorgio” hadtestben. Azonban a mostoha környezeti feltételek és az alkatrészhiány miatt számuk erősen megfogyatkozott.
A L3-asok rész vettek Dél-Franciaország és Korzika megszállásában 1942 novemberében. 1943 szeptemberéig a megszálló olasz csapatok használták, ezután német kézre kerültek. A Korzikán állomásozó olaszok rövid ideig harcoltak a németekkel.
Az olasz kiugrást követően néhány L3 Róma németek elleni védelmében vett részt. Az Olasz Szociális Köztársaság a partizánok elleni harcokban vetette be egészen 1945 áprilisáig. A megmaradt példányok a partizánok kezére kerültek, akik katonai parádén vonultak fel velük.
A háború után néhány évig még használatban maradt az L3. A hadsereg kiképzéseken demonstrációs céllal használta, a rendőrség pedig rendfenntartásra.

## Galéria

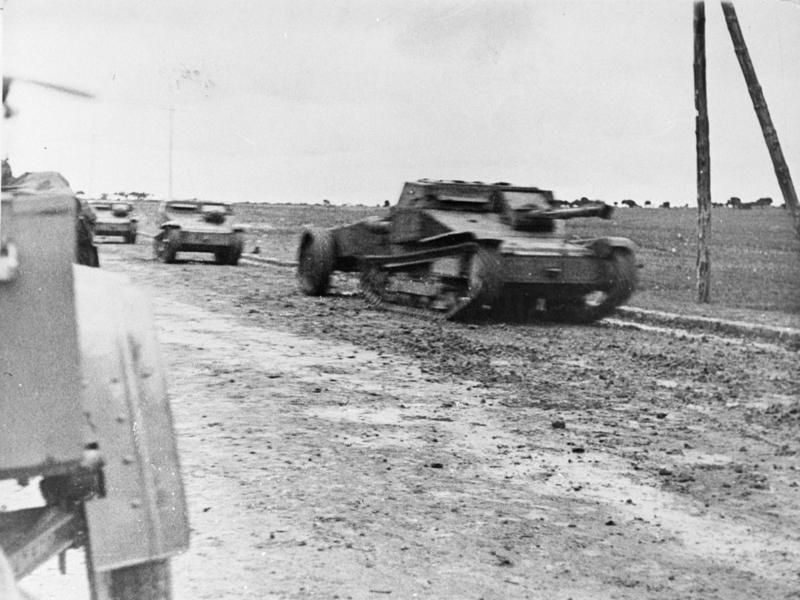
L3-asok a spanyol polgárháborúban.
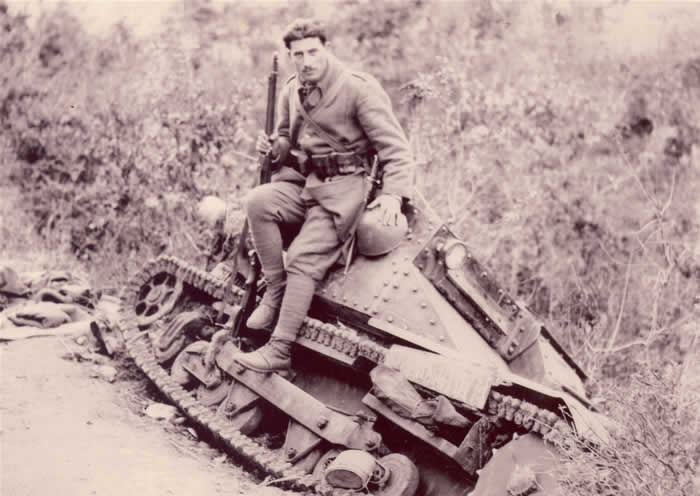
Görög katona egy zsákmányolt L3/33-ason 1940-ben.
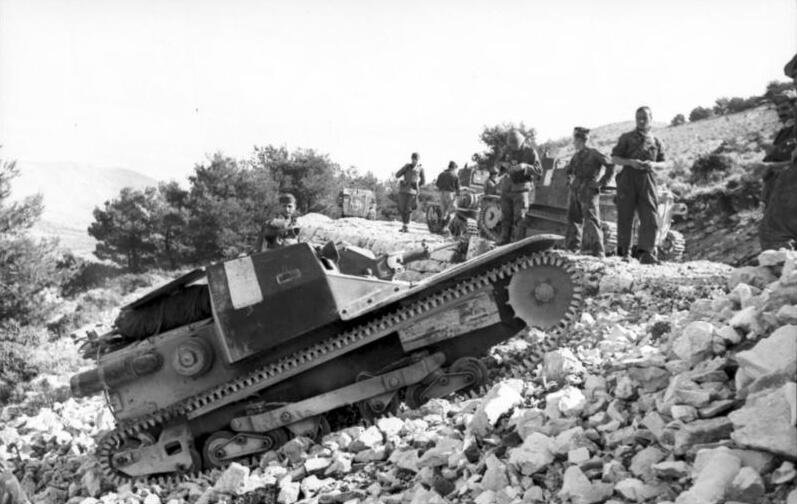
L3/33 Görögországban.
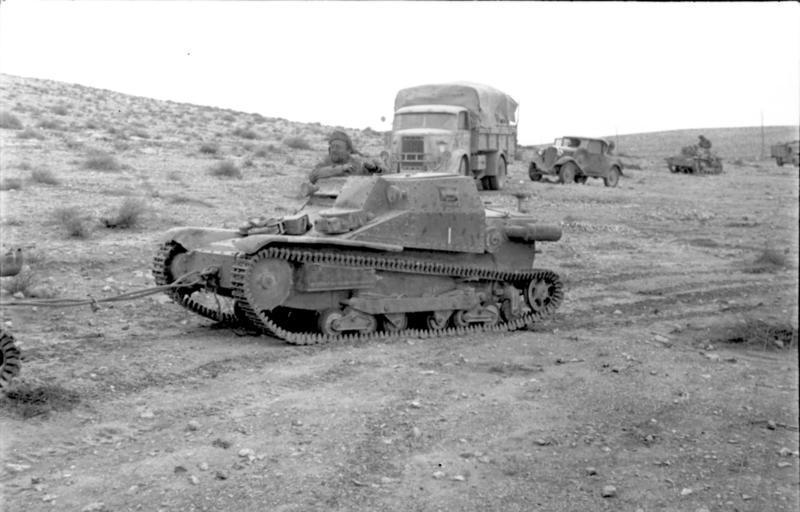
L3/33 Észak-Afrikában 1941-ben.
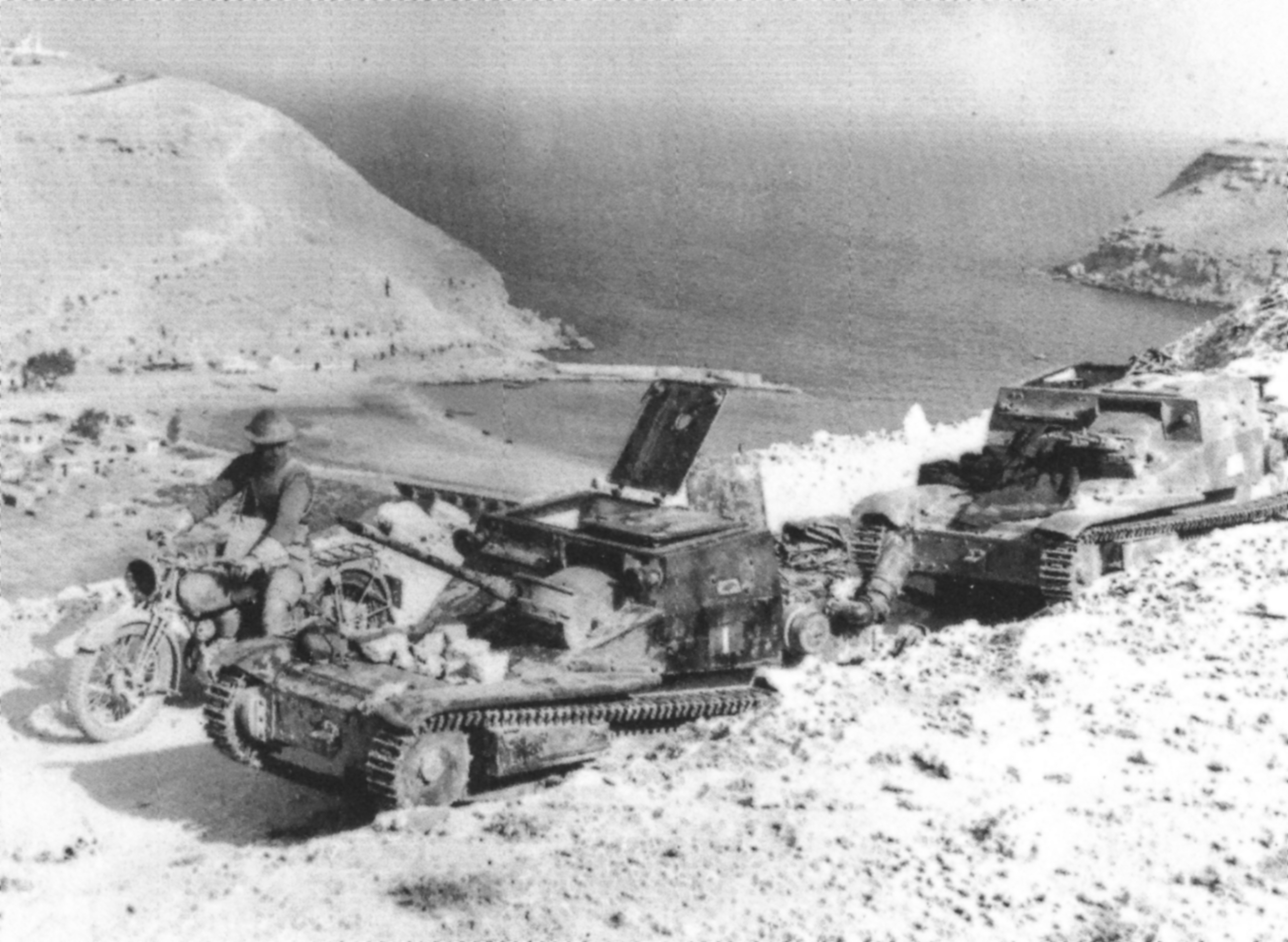
Britek által zsákmányolt L3/35 cc és L3/35.
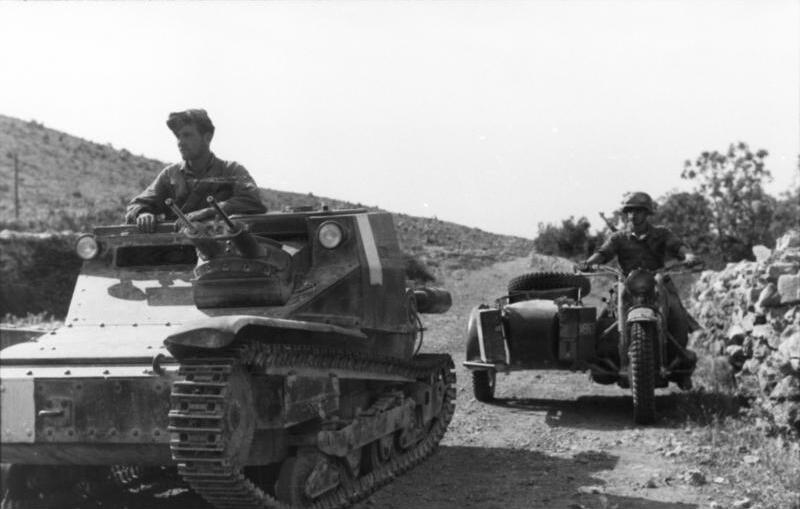
L3/35 a Balkánon 1943-ban.
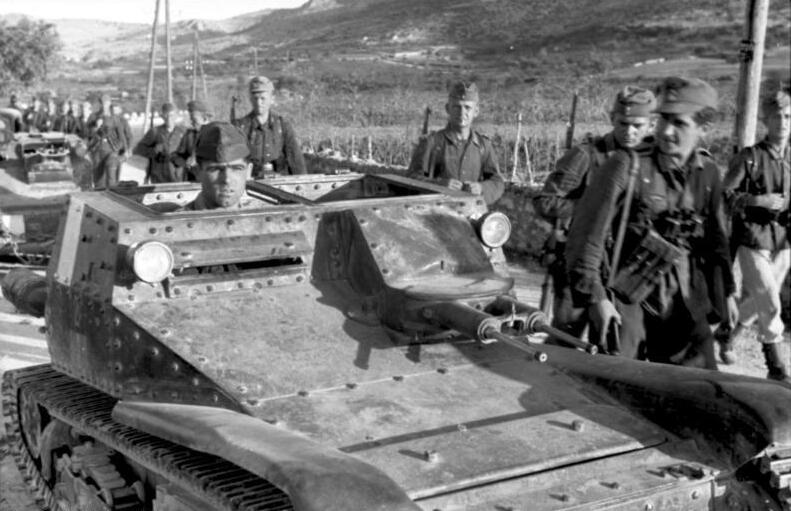
L3/35 a Balkánon 1943-ban.
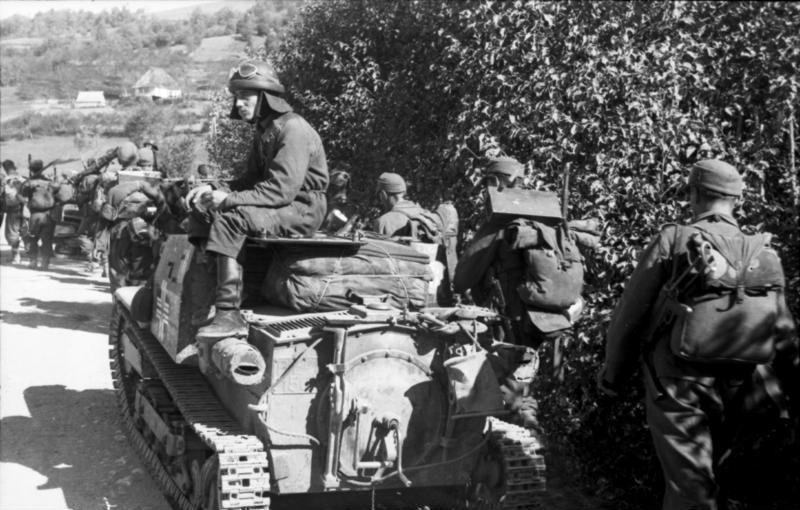
L3-as német használatban.

## Változatok

### L3/33
Az eredeti C.V.33 egy forgótorony nélküli, alacsony felépítésű kisharckocsi volt. Mindkét oldalán hat-hat bonyolult, kis méretű futógörgő volt, ezek látták el az igencsak sérülékeny lánctalp felfüggesztését. A harckocsit két fő kezelte: egyikük vezette a harckocsit, a másik pedig a géppuskát kezelte. 12 mm-es páncélzat védte és fegyverzete egy 6,5 mm-es géppuska volt.

### L3/35
A C.V.35 a C.V.33 továbbfejlesztése kissé megnövelt hatótávolsággal és javított páncélzattal. Az elülső páncélzatot 13,5 mm-re erősítették, oldalt 8,5, hátul pedig 6 mm-es páncélzatot kapott. A meghajtásról egy 42 LE-s motor gondoskodott. 1936 májusában született meg az az ötlet miszerint az L3-at bukótoronnyal kéne ellátni, ami sokat bővítette a harckocsi igencsak szűkös felhasználhatósági területét. Szükséges volt a személyzet megfigyelési lehetőségein javítani, mivel a kisharckocsiból szinte alig lehetett kilátni. Így megszületett az az ötlet hogy kisharckocsit ellátják egy parancsnoki kupolával amiben 7 darab figyelőprizmát helyeztek el. Összesen 45 darab L3-at szereltek fel ezzel a kupolával. Kormányműve botkormányos, a motort a test hátsó részében, keresztben helyezték el, így a motort üzemzavar esetén a küzdőtérből is lehetett javítani.

### L3/35 cc
Az L3/35 cc („contro carro”) a C.V.35 egy páncélvadász változata volt, amelyet egy 20 mm-es Solothurn páncéltörő puskával szereltek fel. A puskát a német Rheinmetall egy svájci üzemében gyártották és a 35 mm-es páncélzatot is képes volt átütni, ezért számos L3-at alakítottak át ezen változatra.

### L3 Lf

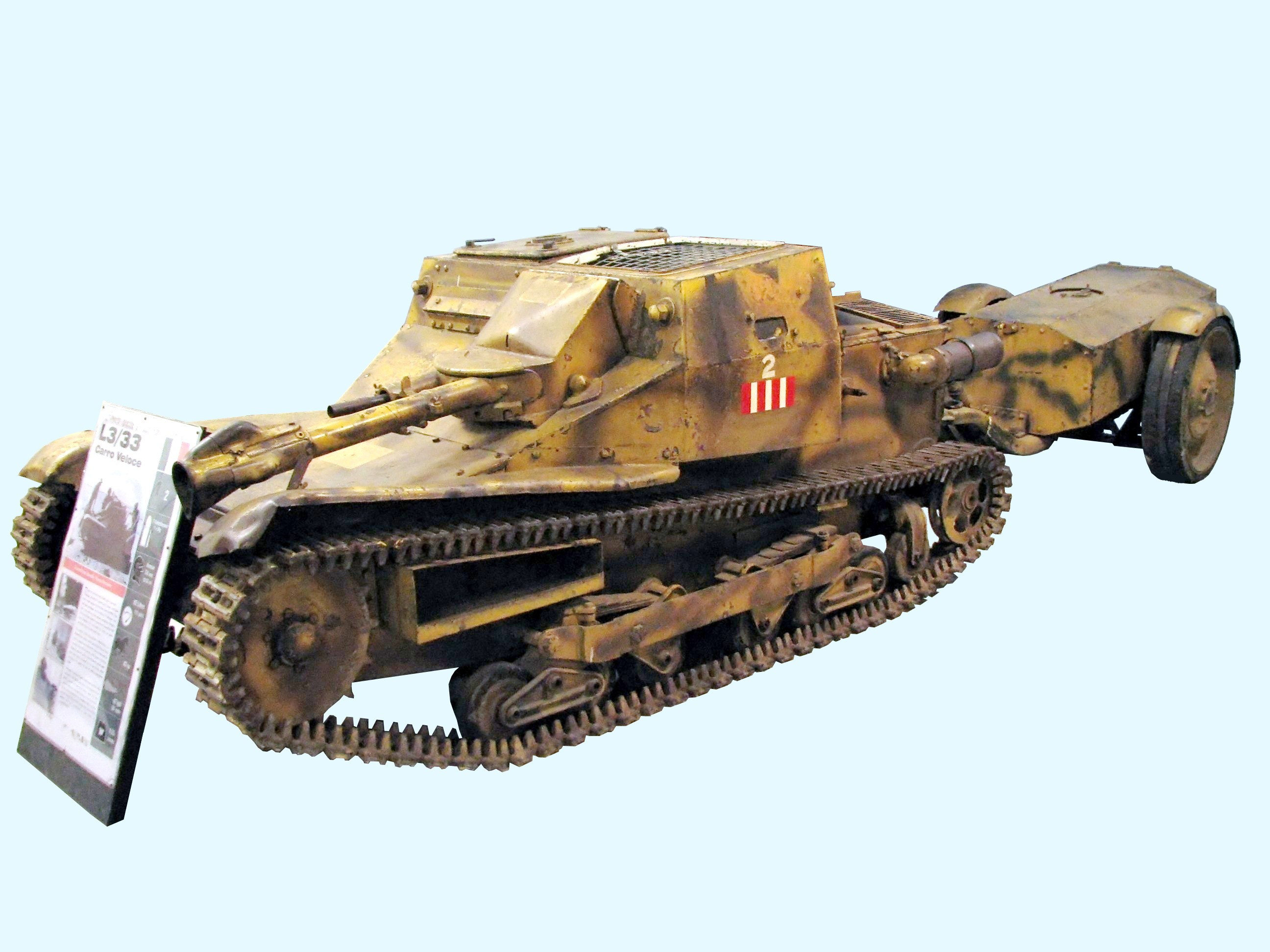
L3 Lf a Bovingtoni Harckocsimúzeumban

Az L3 Lf (Lancia fiamme, „lángszóró”) az L3 lángszórós változata volt. A fejlesztése 1935-ben kezdődött meg. Az egyik géppuskát cserélték lángszóróra a működtetéséhez szükséges üzemanyagot egy a tankhoz kapcsolt páncélozott pótkocsiban vontatták. A későbbi változatoknál már egy az L3 motorrészéhez rögzített tartályt alkalmaztak. A jármű 3,2 tonnát nyomott, a pótkocsiban 500 liter üzemanyagot szállított. A lángszóró lőtávolsága 35 méter volt, de egyes források 100 métert is említenek. Észak-Afrikában állomásoztak, de nincs róla feljegyzés, hogy részt vettek volna a harcokban.
Az L3 Lf az abesszíniai háborúban, Spanyolországban, Franciaországban, a Balkánon, Olasz Észak-Afrikában és Olasz Kelet-Afrikában tűnt fel a harcokban.

### L3/38
Az L3/38 (1940 előtt C.V.38) volt az L3 legkésőbbi modellje, főként brazil exportra gyártották. A fegyverzete egy 13,2 mm-es Breda mod.31 Tipo Marina nehézgéppuska vagy 20 mm-es Breda páncéltörő puska volt. A páncélzatát 8–14 mm-re erősítették, tömege 3,5 tonnára nőtt. Az forgóvázon és a felfüggesztésen számos változtatást hajtottak végre, négy-négy görgő jutott két forgóvázra (a korábbi hat helyett), amely finomabb előrehaladást biztosított. Olasz alkalmazása nem volt jellemző, a szicíliai hadjárat során bukkant fel néhány példány, a többségét később a németek használták. Mintegy 200 darab készült ebből a típusból.

### A fő típusok összehasonlítása
|                         | L3/33                            | L3/35                          | L3/38                                                                             |
| ----------------------- | -------------------------------- | ------------------------------ | --------------------------------------------------------------------------------- |
| Méretek (H-Sz-M)        | 3,03 x 1,4 x 1,2 m               | 3,17 x 1,4 x 1,3 m             | 3,17 x 1,5 x 1,3 m                                                                |
| Tömeg                   | 2900 kg                          | 3200 kg                        | 3500 kg                                                                           |
| Személyzet              | 2 fő                             | 2 fő                           | 2 fő                                                                              |
| Motor                   | Fiat SPA CV1 38 LE               | Fiat SPA CV3 43 LE             | Fiat 122AC/B 42/46 LE                                                             |
| Sebesség (úton/terepen) | 42/26 km/h                       | 42/26 km/h                     | 45/26 km/h                                                                        |
| Hatótávolság            | 125 km                           | 125 km                         | 110 km                                                                            |
| Fegyverzet              | 1 darab 6,5 mm-es Breda géppuska | 2 darab 8 mm-es Breda géppuska | 1 darab 13,2 mm-es Breda nehézgéppuska v. 1 darab 20 mm-es Breda páncéltörő puska |
| Páncélzat               | 5–12 mm                          | 6-13,5 mm                      | 8–14 mm                                                                           |
| Gyártási darabszám      | ~1200                            | ~1300                          | ~200                                                                              |

## Egyéb adatok
- Mászóképesség: 45°
- Gázlóképesség: 0,7 m
- Árokáthidaló képesség: 1,45 m
- Lőszerjavadalmazás: 120 darab ágyú- vagy 4000 darab géppuskalőszer
- Üzemanyagtartály: 65 l

## Magyar vonatkozása
Még 1933-ban az Olasz–Magyar Fegyverzeti Bizottság megállapodott a kisharckocsi bemutatójában. 1934 júniusában érkezett meg az első C.V.33. kipróbálásra. A bemutató során elnyerte a Magyar Királyi Honvédség szakértőinek tetszését, s 1935-ben meg is rendelték az első 68 darabot, amelyeket 35M kisharckocsi néven rendszeresítettek. Ezzel a C.V. lett a magyar páncélos erők első harckocsija. 1935 augusztusa és 1936 márciusa között érkeztek meg a fegyvertelen kisharckocsik, az első darab C.V.33.-as a többi javított C.V.35.-ös volt. 1936 végéig további 83 jármű érkezett, az összesen 151 példányszámú állományával a C.V. vált a magyar hadsereg legnagyobb példányszámban alkalmazott külföldi gyártású harckocsijává. Fegyverzetét magyar gyártmányú 34/37M 8 mm-es Gebauer ikergéppuskára cserélték, 1936-ban a V–3 harckocsihoz fejlesztett bukótoronnyal látták el, 45 harckocsira periszkópos figyelőtornyot is építettek. Több kisebb kiegészítés után 1938-ra állt össze a harckocsi, ám ekkorra elavulttá vált: gyenge páncélzat, kis sebesség, a parancsnok és a vezető rossz kilátása, páncéltörő fegyverek és rádió hiánya jellemezte. 1938-ban megállapították, hogy alapvető feladatainak ellátására, a menetbiztosításra és felderítésre is alkalmatlan, ennek ellenére részt vett Kárpátalja visszafoglalásában, az 1940-es erdélyi és 1941-es délvidéki bevonulásokban, s még a Szovjetunió megtámadásakor is felvonultatta a Gyorshadtest. 1941 szeptemberétől a megmaradt példányokat csak kiképzési célokra használták. 1942-től 10-10 darabot kapott a rendőrség és a csendőrség, 1 darabot a cserkészek, további 10 darabot csökkentett fegyverzettel (egy géppuska) a Független Horvát Állam.

## Fordítás
Ez a szócikk részben vagy egészben  a   CV33 című olasz Wikipédia-szócikk ezen változatának fordításán alapul.  Az eredeti cikk szerkesztőit annak laptörténete sorolja fel. Ez a jelzés csupán a megfogalmazás eredetét és a szerzői jogokat jelzi, nem szolgál a cikkben szereplő információk forrásmegjelöléseként.
Ez a szócikk részben vagy egészben  a   L3/33 című angol Wikipédia-szócikk ezen változatának fordításán alapul.  Az eredeti cikk szerkesztőit annak laptörténete sorolja fel. Ez a jelzés csupán a megfogalmazás eredetét és a szerzői jogokat jelzi, nem szolgál a cikkben szereplő információk forrásmegjelöléseként.